# Jovan Rajić
Jovan Rajić (en cirílico: Јован Рајић; Sremski Karlovci, 21 de septiembre de 1726-Kovilj, 22 de diciembre de 1801) fue un escritor, historiador, monje y pedagogo serbio, considerado uno de los mejores académicos serbios del siglo XVIII. Fue uno de los representantes más notables de la literatura barroca serbia.
Rajić fue el precursor de la historiografía serbia moderna, y ha sido comparado con la importancia de Nikolay Karamzin para la historiografía rusa.

## Biografía
Rajić nació el 21 de septiembre de 1726 en Sremski Karlovci. Cursó su educación primaria en su ciudad natal, en la escuela del diácono Petar Rajkov. A través de Rajkov fue que el joven Jovan Rajić aprendería la historiografía serbia. Asistió a la Escuela Latino-eslava de la Virgen de teólogos jóvenes, fundada por Visarion Pavlović, donde el académico de origen ruso Emanuel Kozačinski comenzó a enseñar por primera vez en 1731. También asistió a la primera escuela de canto serbio, fundada por el obispo Mojsije Petrović en 1721, donde aprendió "cantos de salmos" en serbio y griego. En 1744 se trasladó a Komárom donde asistió a una escuela jesuita durante cuatro años. Pronto se convirtió en alumno del liceo protestante de Sopron en 1748. Se graduó en 1752 y aparentemente su destino estaba en la iglesia. Pero sus gustos lo llevarían en una dirección diferente por el momento; no contento con el conocimiento de los libros únicamente, desea conocer mejor el mundo y la gente. Durante un período de casi diez años, aprovechó todas las oportunidades para realizar viajes rentables siempre que pudo. Viajó a pie desde Hungría hasta el Imperio Ruso, una distancia de 1300 kilómetros, donde se inscribió como estudiante en la prestigiosa Universidad de Kiev-Mogila. Permaneció en Kiev hasta 1756 estudiando teología y artes liberales. Inmediatamente forjó una amistad con varios de los discípulos de Feofan Prokopovich, el gran reformador de la Iglesia Ortodoxa Rusa y uno de los fundadores de la Academia de Ciencias de Rusia. Después de graduarse de la academia de Kiev, viajó a Moscú y Smolensk. Durante los meses siguientes, llevó una vida agitada, atrayendo la atención en todas partes por su talento y la audacia de su enseñanza. De camino a casa también visitó Polonia y varias partes de Hungría. En 1757 regresó a su natal Sremski Karlovci y buscó un puesto de profesor en un seminario, que le fue denegado. Decidió regresar a la Rusia Imperial. Volvió a Kiev en 1757, donde permaneció solo por un corto tiempo. Ese mismo año viajó a Polonia, Valaquia, Moldavia antes de tomar un barco por el Mar Negro hasta Constantinopla, y de allí al Monte Athos, donde pasó unos meses en el Monasterio Serbio de Hilandar. No fue hasta finales de 1759 que se convirtió en profesor de geografía y retórica en aquel puesto que le fue denegado en Sremski Karlovci. Al entrar en conflicto con altos representantes de la Iglesia Ortodoxa Serbia en Sremski Karlovci, se trasladó a Temesvar, la actual Rumanía. Encontró tiempo en esta ciudad para escribir su Istorija raznih slovenskih narodov, najpače Bolgar, Horvatov i Serbov. Después de un año y medio turbulento, Rajić se fue a Novi Sad por invitación del obispo serbio de Bačka, Mojsije Putnik. Fue nombrado rector de la institución de educación superior, Duhovna kolegija, por el obispo Pavle Nenadović del Metropolitano de Karlovci en 1767. Allí permaneció durante más de cuatro años como rector y profesor de teología. Sus conferencias, en las que se esforzó por demostrar que la teología ortodoxa está en completa armonía con la razón, fueron recibidas con gran interés por la generación más joven de pensadores. En 1772 fue al monasterio de Kovilj donde, a la edad de 46 años, Rajić se convirtió en monje y poco después fue elevado al rango monástico de archimandrita y nombrado abad del mismo monasterio. Pasó el resto de su vida allí, escribiendo libros, principalmente con temas religiosos y teológicos. En una fructífera vida que abarcó los últimos tres cuartos del siglo XVIII, Rajić llevó el racionalismo a su cenit entre los en tierras serbias.
Murió en el monasterio serbio de Kovilj el 22 de diciembre de 1801.

## Obras
Escribió en serbio, ruso, latín, alemán, húngaro y búlgaro antiguo. Fue uno de los eruditos eclesiásticos serbios mejor educados que conocía la teología y la historia mejor que la mayoría en su época. Tradujo las obras de Feofan Prokopovich, Pedro Mogila, Platon Levshin, Lazar Baranovych y varios autores alemanes y húngaros. Escribió la historia de la Iglesia Ortodoxa Serbia y una catequesis serbia para niños que se publicó por primera vez en Viena en 1774 y, en consecuencia, se reimprimió muchas veces durante los siguientes 89 años. 
Es mejor recordado por sus libros de historia, como su famoso Istorija raznih slovenskih narodov, najpače Bolgar, Horvatov i Serbov, en el que trata sobre la historia de los pueblos eslavos.
Todo el trabajo de investigación de Rajić provino de fuentes rusas y serbias, en particular del manuscrito de 2000 páginas de Đorđe Branković, en aquel entonces aún no publicado. Era un hombre de mentalidad muy liberal, tanto en política como en religión, un entusiasta partidario de la educación popular. Rajić siempre afirmaba que el negocio de las Iglesias Ortodoxas Orientales en su conjunto no es polémico sino irónico, operando hacia la paz, la moderación y la conciliación. Se interesó mucho en la lucha de los serbios por la independencia.

## Obras destacadas
- Pesni različnina gospodskih prazniki (Poemario)
- Kant o vospominaniju smrti (Cantata)
- Boj zmaja sa orlovi (Poema épico)
- Istorija raznih slovenskih narodov, najpače Bolgar, Horvatov i Serbov (Historia de los pueblos eslavos; dividido en 4 volúmenes[6])
- Katihisis mali (Catequesis)
- Uroš V (Drama)